# Shangqiao
Shangqiao (kinesiska: 上桥, 上桥镇) är en köping i Kina. Den ligger i den autonoma regionen Ningxia, i den nordvästra delen av landet, omkring 55 kilometer söder om regionhuvudstaden Yinchuan. Antalet invånare är 34 102. Befolkningen består av 16 997 kvinnor och 17 105 män. Barn under 15 år utgör 22,0 %, vuxna 15-64 år 70 %, och äldre över 65 år 6,0 %.
Genomsnittlig årsnederbörd är 328 millimeter. Den regnigaste månaden är juli, med i genomsnitt 83 mm nederbörd, och den torraste är december, med 1 mm nederbörd.